# Stenopleustes japonicus
Stenopleustes japonicus är en kräftdjursart. Stenopleustes japonicus ingår i släktet Stenopleustes och familjen Pleustidae. Inga underarter finns listade i Catalogue of Life.